# Rualena rua
Rualena rua är en spindelart som först beskrevs av Chamberlin 1919.  Rualena rua ingår i släktet Rualena och familjen trattspindlar. Inga underarter finns listade i Catalogue of Life.